# Tokia Saïfi
Tokia Saïfi (Hautmont, 11 juli 1959) is een politicus uit Frankrijk.
Van 1999 tot 2002 zat zij in de fractie van de Europese Volkspartij (christendemocraten) in het Europees parlement.
Van 2004 tot 2019 zat zij nogmaals drie maal een periode verkozen in het Europees parlement, van 2004-2009, van 2009-2014 en van 2014-2019.
In haar eerste periode in het Europees parlement zat ze in de commissies voor werkgelegenheid en sociale zaken. Later zat ze in de commissie voor internationale handel, waarvan ze ook nog vice-voorzitter was.
In 2012 was ze als internationaal waarnemer aanwezig bij de verkiezingen in Algerije.